# Mio min Mio (sång)
"Mio min Mio" är en sång skriven av Benny Andersson och Björn Ulvaeus och framförd av Gemini, som utgav den på singel 1987.
Låten skrevs för filmen Mio min Mio (1987) efter Astrid Lindgrens fantasy/äventyrsroman Mio, min Mio. Den 18 oktober 1987 gick låten rakt in på förstaplatsen på Svensktoppen, där den låg kvar i fem veckor. Svensktoppsbesöket varade i 17 veckor, och avslutades den 14 februari 1988.
Sången spelades även in av Curt Haagers, som gav ut sin version 1989.
En inspelning av Dana Dragomir på panflöjt från albumet Fluty Romances 1991 låg också på Svensktoppen i tio veckor med högsta placering nummer 1, under perioden 12 maj–15 september 1991.